# Cheiloceps
Cheiloceps is een geslacht van halfvleugeligen uit de familie Issidae. De wetenschappelijke naam van dit geslacht werd voor het eerst geldig gepubliceerd in 1895 door Uhler.

## Soorten
Het geslacht omvat de volgende soorten:
- Cheiloceps anguillana (Fennah, 1965)
- Cheiloceps argo (Fennah, 1949)
- Cheiloceps borinqueta (Caldwell & Martorell, 1951)
- Cheiloceps clusiae (Fennah, 1955)
- Cheiloceps laodice (Fennah, 1955)
- †Cheiloceps magnifron Gnezdilov, Sun & Perkovsky, 2023
- Cheiloceps medusa (Fennah, 1955)
- Cheiloceps musca Uhler, 1895
- Cheiloceps puertoricensis (Caldwell & Martorell, 1951)